# Don't Forget
Don't Forget är ett studioalbum av den amerikanska skådespelaren, sångaren och låtskrivaren Demi Lovato. Albumet släpptes i USA den 23 september, 2008 av Hollywood Records och placerades som #2 på Billboard 200.

## Bakgrund
Lovato har sagt att hen skriver egna låtar utifrån vad hen själv har upplevt. Hen berättade för M-magazine: "Jag är mera av en låtskrivare med material som inte skulle komma med på ett Disney album. Så jag gick till Jonas Brothers och sa, 'Ummmm ... Jag behöver hjälp att skriva catchy material eftersom min målgrupp gillar förmodligen inte metal musik." Hen sa om Jonas Brothers medverkan på albumet, "Mina låtar behövde förbättras, vilket är där Jonas Brothers kom in - och allt började på Camp Rock". 

## Tracklista
| Nr  | Titel                                  | Kompositör                                         | Producent(er)               | Längd |
| --- | -------------------------------------- | -------------------------------------------------- | --------------------------- | ----- |
| 1.  | La La Land                             | Demi Lovato, Nick Jonas, Joe Jonas, Kevin Jonas II | John Fields, Jonas Brothers | 3:16  |
| 2.  | Get Back                               | Lovato, N. Jonas, J. Jonas, K. Jonas               | Fields, Jonas Brothers      | 3:20  |
| 3.  | Trainwreck                             | Lovato                                             | Fields                      | 3:17  |
| 4.  | Party                                  | Lovato, Fields, Robert Schwartzman                 | Fields                      | 3:53  |
| 5.  | On the Line (featuring Jonas Brothers) | Lovato, N. Jonas, J. Jonas, K. Jonas               | Fields, Jonas Brothers      | 3:26  |
| 6.  | Don't Forget                           | Lovato, N. Jonas, J. Jonas, K. Jonas               | Fields, Jonas Brothers      | 3:43  |
| 7.  | Gonna Get Caught                       | Lovato, N. Jonas, J. Jonas, K. Jonas               | Fields, Jonas Brothers      | 3:11  |
| 8.  | Two Worlds Collide                     | Lovato, N. Jonas, J. Jonas, K. Jonas               | Fields, Jonas Brothers      | 3:18  |
| 9.  | The Middle                             | Kara DioGuardi, Fields, Jason Reeves               | Fields                      | 3:05  |
| 10. | Until You're Mine                      | Adam Watts, Andy Dodd                              | Fields                      | 3:31  |
| 11. | Believe in Me                          | Lovato, Fields, DioGuardi                          | Fields                      | 3:42  |

| 12. | Behind Enemy Lines | Lovato, N. Jonas, J. Jonas, K. Jonas | Fields, Jonas Brothers | 2:50 |
| 13. | Lo Que Soy         | Watts, Dodd                          | Watts, Dodd            | 3:28 |

| 12. | Back Around | Lovato, N. Jonas, J. Jonas, K. Jonas | Fields, Jonas Brothers | 3:10 |

### Deluxe edition DVD
- "Get Back" musikvideo
- Making The Video: "Get Back"
- "La La Land" musikvideo
- Making The Video: "La La Land"
- Backstage footage from Jonas Brothers Burnin' Up Tour 2008
- "Don’t Forget" live performance
- Behind the scenes and photo slideshow from album photoshoot
- Never before seen studio footage recording "Party", "Gonna Get Caught", "Behind Enemy Lines"

## Prestation på albumlistor
Under dess första försäljningsvecka så sålde Don't Forget 89,000 album i USA, och nådde #2 på Billboard 200. Albumet certifierades Guld efter att ha sålt 500,000 kopior i USA.

## Albumlistor
| Lista (2008)                   | Topplacering |
| ------------------------------ | ------------ |
| Kanada (Canadian Albums Chart) | 9            |
| Mexiko (Top 100 Mexico)        | 62           |
| Nya Zeeland (RIANZ)            | 34           |
| Polen (Polish Album Charts)    | 43           |
| Spanien (Spanish Albums Chart) | 13           |
| USA (Billboard 200)            | 2            |

## Utgivningshistorik
| USA            | 23 september 2008 | Hollywood Records |
| Kanada         | 23 september 2008 | Universal Music   |
| Argentina      | 15 oktober 2008   | Universal Music   |
| Brasilien      | 21 oktober 2008   | Universal Music   |
| Australien     | 7 februari 2009   | Universal Music   |
| Malaysia       | 7 februari 2009   | Universal Music   |
| Nya Zeeland    | 9 februari 2009   | Universal Music   |
| Filippinerna   | 15 februari 2009  | MCA Music         |
| Japan          | 18 februari 2009  | Avex Trax         |
| Irland         | 19 februari 2009  | Fascination       |
| Storbritannien | 20 april 2009     | Fascination       |
| Sverige        | 20 april 2009     | Universal Music   |
| Spanien        | 21 april 2009     | Universal Music   |
| Sydkorea       | 22 april 2009     | Universal Music   |
| Tyskland       | 24 april 2009     | Universal Music   |
| Polen          | 27 april 2009     | Universal Music   |
| Deluxe Edition |                   |                   |
| Mexiko         | 30 mars 2009      | Universal Music   |
| USA            | 31 mars 2009      | Hollywood         |
| Kanada         | 31 mars 2009      | Hollywood         |
| Brasilien      | 28 april 2009     | Hollywood         |